# Tenger fonteinkruid
Tenger fonteinkruid (Potamogeton pusillus, synoniem: Potamogeton panormitanus Biv.) is een overblijvende, ondergedoken waterplant die behoort tot de fonteinkruidfamilie (Potamogetonaceae). De soort staat op de Nederlandse Rode Lijst van planten als algemeen voorkomend en stabiel of in aantal toegenomen. De plant komt van nature voor op het noordelijk halfrond en op het zuidelijk halfrond in Afrika en Zuid-Amerika. Het aantal chromosomen is 2n = 26.
De plant wordt 20-100 cm lang en heeft geen wortelstok. De dunne, 0,5 mm dikke, tot bovenaan ronde tot vrijwel ronde, groene, goudgele of bruine stengel is hoofdzakelijk bovenaan vertakt. De ondergedoken, lijnvormige, 1,5-3 cm lange en 0,5-2 mm brede, groene tot olijfgroene, soms iets roodachtige bladeren hebben een meestal spitse top met een iets verdikte punt. Ze hebben drie hoofdnerven. De middennerf loopt tot halverwege het blad en is dikker dan de rest van het blad. De zijdelingse nerven zijn meestal verder van de top onder een scherpe hoek met de middennerf vergroeid. De 3,1-9,2 mm lange steunblaadjes zijn ten minste onderaan kokervormig vergroeid. De plant vormt zijdelings of aan de top 0,9-3,2 cm lange en 0,3 - 1,8 mm brede turions.

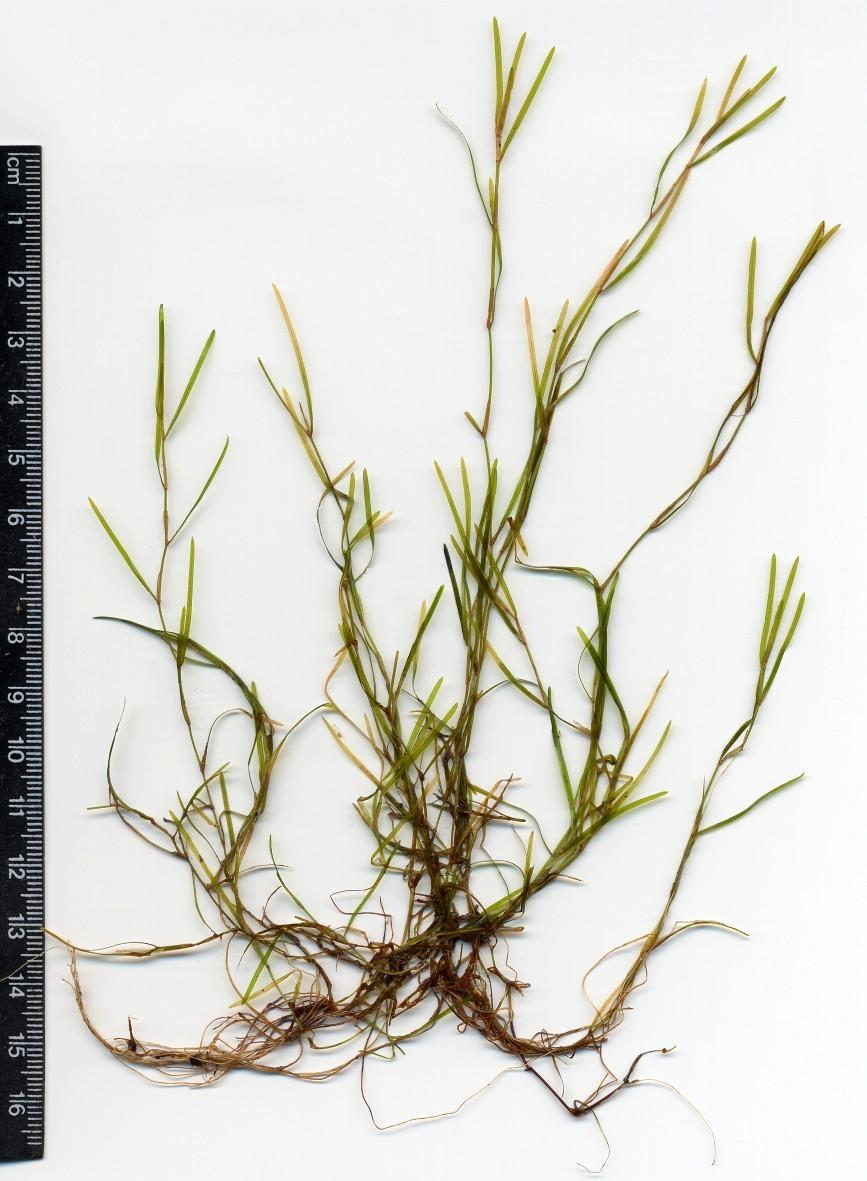

De plant bloeit van juni tot in augustus met groene bloemen aan een  0,5 - 6,2 cm lange bloemstengel met een 1,5-10,1 cm lange, vrij ijle, ronde tot afgeknotte aar. In en aar zitten twee tot zeven bloemen. De bloemen hebben vier kroonbladen, vier meeldraden en vier vruchtbeginsels. Elke bloem vormt meestal vier vruchtjes.
De vrijwel gladde, zittende, groene tot bruine, eivormige tot omgekeerd eivormige vrucht is een 1,5-2,2 mm lange en 1,2-1,6 mm brede steenvrucht met een 0,1-0,6 mm lange, rechte snavel en aan de voet zitten geen knobbels (kiel). Het kiempje heeft de vorm van een niet volledige spiraal.
De plant komt voor in zoet, ondiep, voedselrijk water. 

## Namen in andere talen
- Duits: Zwerg-Laichkraut
- Engels: Lesser Pondweed, Small Pondweed
- Frans: Potamot fluet, potamot nain